# Bitwa pod Palestro

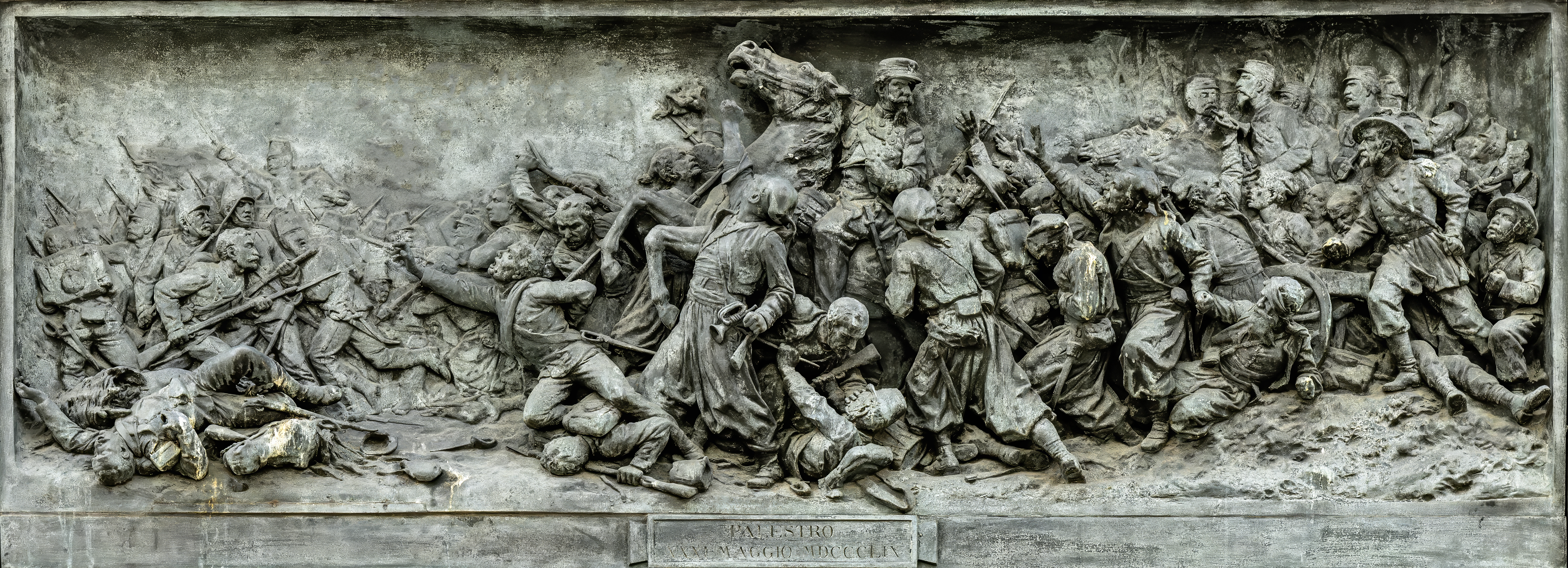
„Battaglia di Palestro” Ettore Ferrari w Wenecji

Bitwa pod Palestro – starcie zbrojne, które miało miejsce w dniach 30–31 maja 1859 w trakcie wojny francusko-austriackiej.
29 kwietnia 1859 armia austriacka w sile 100 tys. ludzi skierowała się na Turyn. W połowie maja siły te wycofały się jednak za linię rzeki Pad i Sesia. W tym czasie wojska sardyńskie liczące 67 tys. żołnierzy zgrupowały się w rejonie Alessandria-Casale. Sardyńczyków ubezpieczały cztery korpusy francuskie w rejonie Alp oraz Genui. Dodatkowo na lewym skrzydle działał korpus ochotniczy generała Giuseppe Garibaldiego.
30 maja dywizja sardyńska pod wodzą generała Enrico Cialdiniego uderzyła na Palestro, które po ciężkiej walce odbiła z rąk Austriaków. Austriacy pod wodzą generała Ferdinanda Schmidta von Dondorfa przypuścili kontratak, który został jednak odparty. Także kolejny atak sił austriackich generała Antona Szabo zakończył się niepowodzeniem po tym, jak Francuzi pokonali przeciwnika w walce na bagnety. Ostatniej próby odzyskania miasta podjął się płk baron F. Zobel na czele czterech batalionów, również bezskutecznie.
Niepowodzenie spowodowało wycofanie się wojsk austriackich za Ticino. Straty wojsk włosko-francuskich wyniosły 1 013 zabitych i rannych, a Austriacy stracili 2 588 zabitych.